# T-Mobile Polska
Polska Telefonia Cyfrowa («РТС») — акціонерне товариство, найбільший оператор мобільного зв'язку Польщі.
Компанія була заснована в 1996.
Найбільшим акціонером є німецька T-Mobile, дочірня компанія «Deutsche Telekom», яка володіє 49 % акцій.
«PTC» обслуговує близько 6 мільйонів клієнтів, і, таким чином, є лідером на національному ринку. Входить до числа 10-ти найбільших компаній Польщі.
Компанія має покриття на 96 % території країни.
2000 року отримала ліцензію на UMTS у Польщі, і тепер компанія працює над розвитком мережі.